# Skyrunner World Series
La Skyrunner World Series est une compétition internationale de skyrunning organisée chaque année depuis 2002 par la fédération internationale de skyrunning. Elle rassemble entre 15 et 20 courses réparties sur une saison d'avril à octobre et établit un classement féminin et masculin regroupant les athlètes ayant pris part à ces épreuves. Pour des raisons de parrainage, elle est appelée officiellement « Migu Run Skyrunner World Series ».
Les athlètes prenant par à cette compétition ont des statuts variés et sont nombreux à être pratiquants à haut niveau sur d'autres disciplines comme l'ultra-trail ou le ski-alpinisme. De ce fait, les coureurs ne font pas tous de cette compétition leur unique objectif de la saison. Les femmes et les hommes prennent le départ des mêmes courses, les élites sont d'ailleurs sur la même ligne de départ que des coureurs amateurs sur les courses du calendrier. Ces athlètes élites sont peu nombreux à vivre de leur sport, leur carrière est généralement financée en partie par des équipementiers à travers des contrats de parrainage. En 2018 le total des dotations aux coureurs liés aux classements finaux des Skyrunner World Series s'élève à 66 000 €.
L'Espagnol Kílian Jornet a en partie construit son statut de meilleur coureur en montagne de l'histoire par sa domination du circuit entre 2007 et 2014 avec 10 victoires finales réparties sur 6 saisons. Chez les femmes, Emelie Forsberg (5 victoires entre 2011 et 2015) et Corinne Favre (3 victoires en 2002, 2005 et 2008) ont marqué la compétition de leur empreinte. L'Espagne et l'Italie, pays dans lesquels la culture du skyrunning est la plus ancienne, sont les nations qui comptent le plus grand nombre de victoires.

## Règlement

### Formats de courses
Toute course sélectionnée doit répondre aux critères du skyrunning de la fédération internationale de skyrunning, une distance de 22 à 66 km, une pente moyenne de plus de 7 % et plus de 1 000 m de différence entre les altitudes minimales et maximales du parcours. D'autre critère sont pris en compte pour la définition d'une épreuve en tant que SkyRace : l'altitude moyenne, l'altitude maximale, le passage par un sommet, les passages sur de la neige ou du glacier, des passages de 2e degré d'escalade et des pentes de forte inclinaison à la montée.
De 2012 à 2018  le circuit est séparé en plusieurs classements et un vainqueur final est désigné pour chacune des catégories. Une course de la catégorie Sky est une course de 22 à 50 km avec au minimum 1 300 m de dénivelé positif et réalisée par le vainqueur en moins de 5 heures. La catégorie Sky Extreme rassemble des courses très techniques d'environ 50 km avec plus de 4 000 m de dénivelé positif. Une course de la catégorie Ultra est une course de plus de 50 km avec au minimum 2 000 m de dénivelé positif et réalisée par le vainqueur dans un temps entre 5 heures et 12 heures. La catégorie Vertical désigne les courses de moins de 5 km avec au moins 1 000 m de dénivelé positif qui correspondent à des kilomètres verticaux.
Les saisons 2012 à 2015 admettent les catégories Sky, Ultra et Vertical. En 2016 la catégorie Sky Extreme est ajoutée puis l'année suivante les courses verticales se constituent en circuit indépendant (le Vertical Kilometer World Circuit), ainsi le nombre de classements revient à trois. Pour la saison 2018 une catégorie Sky Extra regroupe les courses de type Extreme et Ultra et le classement Sky devient Sky Classic, l'objectif de la fédération est de revenir à un classement unique pour l'année 2019. En 2019 un classement unique rassemble 16 courses.

### Attribution des points
Le calcul des points est identique dans les catégories féminines et masculines. En 2019, le circuit est constitué de 16 courses dont 4 en catégorie SuperSkys et une course finale SkyMasters. Le score final cumule les 4 meilleures performances de la saison, incluant au maximum deux courses SuperSkys, ainsi que les points de la course SkyMasters. Les 20 premiers de chaque course obtiennent des points selon un barème unique. Les courses SuperSkys suivantes sont créditées du double de points.
Pour se qualifier pour la course finale, SkyMasters, de la compétition, les athlètes doivent remplir l'une des conditions suivantes :
- être dans le top 30 du classement annuel ;
- être dans le top 30 du classement des 52 dernières semaines ;
- être dans le top 10 d'une course SuperSky ;
- être dans le top 5 d'une course ;
- être le vainqueur ou vainqueure d'une course du Skyrunner National Series ;
- être le vainqueur ou vainqueure du classement final du Skyrunner National Series.

| Classement                        | 1er | 2e  | 3e  | 4e  | 5e  | 6e  | 7e  | 8e | 9e | 10e | 11e | 12e | 13e | 14e | 15e | 16e | 17e | 18e | 19e | 20e |
| --------------------------------- | --- | --- | --- | --- | --- | --- | --- | -- | -- | --- | --- | --- | --- | --- | --- | --- | --- | --- | --- | --- |
| Points                            | 100 | 80  | 70  | 60  | 54  | 48  | 42  | 36 | 30 | 26  | 22  | 18  | 16  | 14  | 12  | 10  | 8   | 6   | 4   | 2   |
| Points pour les courses SuperSkys | 200 | 160 | 140 | 120 | 108 | 92  | 84  | 72 | 60 | 52  | 44  | 36  | 32  | 28  | 24  | 20  | 16  | 12  | 8   | 4   |
| Points pour la SkyMasters         | 250 | 200 | 175 | 150 | 135 | 120 | 105 | 90 | 75 | 65  | 55  | 45  | 40  | 35  | 30  | 25  | 20  | 15  | 10  | 5   |

### Dotations
À la fin de la saison 2019, 75 000 € de dotations sont attribués aux 10 premiers des classements masculin et féminin.
| Classement | 1er    | 2e    | 3e    | 4e    | 5e    | 6e    | 7e    | 8e    | 9e    | 10e   |
| ---------- | ------ | ----- | ----- | ----- | ----- | ----- | ----- | ----- | ----- | ----- |
| Points     | 10 000 | 7 000 | 5 000 | 3 500 | 2 800 | 2 300 | 2 000 | 1 800 | 1 600 | 1 500 |

## Palmarès
| Édition | Année | Année                                                    | Hommes                                                   | Femmes                                                   |
| ------- | ----- | -------------------------------------------------------- | -------------------------------------------------------- | -------------------------------------------------------- |
| 1re     | 2002  | 2002                                                     | Agustí Roc Amador                                        | Corinne Favre                                            |
| 2e      | 2003  | 2003                                                     | Agustí Roc Amador                                        | Teresa Forn                                              |
| 3e      | 2004  | 2004                                                     | Agustí Roc Amador                                        | Anna Serra                                               |
| 4e      | 2005  | 2005                                                     | Rob Jebb                                                 | Corinne Favre                                            |
| 5e      | 2006  | 2006                                                     | Ricardo Mejia                                            | Angela Mudge                                             |
| 6e      | 2007  | 2007                                                     | Kílian Jornet                                            | Angela Mudge                                             |
| 7e      | 2008  | 2008                                                     | Kílian Jornet                                            | Corinne Favre                                            |
| 8e      | 2009  | 2009                                                     | Kílian Jornet                                            | Emanuela Brizio                                          |
| 9e      | 2010  | 2010                                                     | Tòfol Castanyer                                          | Emanuela Brizio                                          |
| 10e     | 2011  | 2011                                                     | Luis Alberto Hernando                                    | Oihana Kortazar                                          |
| 11e     | 2012  | Sky                                                      | Luis Alberto Hernando                                    | Zhanna Vokueva                                           |
| 11e     | 2012  | Ultra                                                    | Kílian Jornet                                            | Nuria Picas                                              |
| 11e     | 2012  | Vertical                                                 | Urban Zemmer                                             | Laura Orgué                                              |
| 11e     | 2012  | Overall                                                  | Kílian Jornet                                            | Emelie Forsberg                                          |
| 12e     | 2013  | Sky                                                      | Kílian Jornet                                            | Stevie Kremer                                            |
| 12e     | 2013  | Ultra                                                    | Kílian Jornet                                            | Emelie Forsberg                                          |
| 12e     | 2013  | Vertical                                                 | Urban Zemmer                                             | Laura Orgué                                              |
| 13e     | 2014  | Sky                                                      | Kílian Jornet                                            | Stevie Kremer                                            |
| 13e     | 2014  | Ultra                                                    | Kílian Jornet                                            | Emelie Forsberg                                          |
| 13e     | 2014  | Vertical                                                 | Kílian Jornet                                            | Laura Orgué                                              |
| 14e     | 2015  | Sky                                                      | Tadei Pivk                                               | Laura Orgué                                              |
| 14e     | 2015  | Ultra                                                    | Luis Alberto Hernando                                    | Emelie Forsberg                                          |
| 14e     | 2015  | Vertical                                                 | Rémi Bonnet                                              | Laura Orgué                                              |
| 15e     | 2016  | Sky                                                      | Tadei Pivk                                               | Megan Kimmel                                             |
| 15e     | 2016  | Sky Extreme                                              | Jonathan Albon                                           | Jasmin Paris                                             |
| 15e     | 2016  | Ultra                                                    | Cristofer Clemente                                       | Gemma Arenas                                             |
| 15e     | 2016  | Vertical                                                 | Philip Goetsch                                           | Christel Dewalle                                         |
| 16e     | 2017  | Sky                                                      | Marco De Gasperi                                         | Sheila Avilés                                            |
| 16e     | 2017  | Sky Extreme                                              | Jonathan Albon                                           | Maite Maiora                                             |
| 16e     | 2017  | Ultra                                                    | Luis Alberto Hernando                                    | Ragna Debats                                             |
| 16e     | 2017  | Overall                                                  | Jonathan Albon                                           | Maite Maiora                                             |
| 17e     | 2018  | Sky Classic                                              | Pascal Egli                                              | Holly Page                                               |
| 17e     | 2018  | Sky Extra                                                | Pere Aurell Bove                                         | Hillary Gerardi                                          |
| 17e     | 2018  | Overall                                                  | Kílian Jornet                                            | Ragna Debats                                             |
| 18e     | 2019  | 2019                                                     | Ruy Ueda                                                 | Sheila Avilés                                            |
| —       | 2020  | Compétition annulée en raison de la pandémie de Covid-19 | Compétition annulée en raison de la pandémie de Covid-19 | Compétition annulée en raison de la pandémie de Covid-19 |
| 19e     | 2021  | 2021                                                     | Christian Mathys                                         | Denisa Dragomir                                          |
| 20e     | 2022  | 2022                                                     | Nicolás Molina Augustín                                  | Lindsay Webster                                          |
| 21e     | 2023  | 2023                                                     | Antonio Martínez Pérez                                   | Clémentine Geoffray                                      |
| 22e     | 2024  | 2024                                                     | Roberto Delorenzi                                        | Anastasia Roubtsova                                      |

## Couverture par les médias et spectateurs
Les courses ne font pas l'objet d'une couverture télévisuelle en direct. Le suivi en direct des courses est possible avec des extraits de vidéo en temps réels proposé par l'organisation et assuré par un cadreur posté à un point fixe ou évoluant avec les coureurs sur des courtes portions. Sur les formats les plus longs les balises GPS dont les coureurs sont équipés permettent de connaitre les positions et les temps de passage sur les points intermédiaires de la course. Les médias spécialisé proposent parfois des commentaires en temps réels et publient un compte-rendu de course dans les heures qui suivent l'arrivée, ils dépêchent parfois un envoyé spécial sur les lieux.
Les spectateurs peuvent assister gratuitement aux épreuves en se positionnant le long du parcours ou sur la ligne d'arrivée. Le nombre de spectateurs est très variable selon les courses. L’épreuve de Zegama-Aizkorri est par exemple réputée pour attirer des spectateurs nombreux et fervents.